# 静岡県立下田北高等学校
静岡県立下田北高等学校（しずおかけんりつしもだきたこうとうがっこう）は、静岡県下田市にあった県立高等学校。地元では北高（きたこう）または下北（しもきた）と呼ばれた。

## 沿革
- 1879年(明治12年) 私立豆陽学校として創立。
- 1882年(明治15年) 県立豆陽学校となる。
- 1886年(明治19年) 県立静岡尋常中学校分教場となる。
- 1888年(明治21年) 廃止。
- 1889年(明治22年) 私立豆陽学校再設置。
- 1889年(明治28年) 私立尋常中学豆陽学校と改称。
- 1899年(明治32年) 賀茂郡に移管し、郡立中学豆陽学校と改称。
- 1919年(大正8年) 静岡県に移管し、県立豆陽中学校と改称。
- 1948年(昭和23年) 新学制実施により静岡県立下田第一高等学校となる。
- 1949年(昭和24年) 静岡県立下田北高等学校に改称。
- 1997年(平成9年) 理数科を設置する。当時の募集定員は普通科が200名・理数科が40名。
- 2004年(平成16年) 普通科の募集定員が40名減少し、160名となる。
- 2007年(平成19年) 普通科の募集定員が40名減少し、120名となる。
- 2008年(平成20年)4月 静岡県立下田南高等学校と統合し静岡県立下田高等学校として再編。

## 校歌
「望む峯巒（のぞむほうらん）」
- 制定年：1909年（明治42年）
- 作詞：刈谷完（かりや　たもつ）
- 作曲：山田源一郎

作詞者は当時の同校の国語・漢文の教諭。作曲者は東京音楽学校でヴァイオリンを専攻、首席で卒業した後は音楽教育に携わる。作曲当時は東京高等師範学校講師。日本初の女子のための音楽学校として「日本音楽学校」を設立した。
なお、下田高校発足後は「学生歌」として引き続き歌い継がれている。

## 必修教科未履修問題
- 2006年、学習指導要領で必修となっている科目を生徒に履修させていなかったことが明らかにされた。

## 交通
- 伊豆急行線　蓮台寺駅より徒歩10分

## 出身者
- 近藤平三郎 - 薬学博士、東京帝国大学薬学部長（文化勲章受章）
- 藤井隆 - 生物学者、理学博士、東京大学名誉教授
- 外岡茂十郎 - 法学博士（日本学士院賞受賞）、早稲田大学名誉教授、元早稲田大学野球部部長（野球殿堂入り）
- 船津衛 - 社会学者
- 渡辺武夫 - 元三菱石油社長
- 三國連太郎 - 俳優（旧制豆陽中学を2年で中退）
- 西田豊明 - 元ソフトテニス選手（第一回世界ソフトテニス選手権大会個人優勝）、日本体育大学名誉教授
- 土屋義彦 - 第17-18代参議院議長・元埼玉県知事
- 鈴木由美子 - 漫画家
- 鈴木みそ - 漫画家
- 栗原はるみ - 料理研究家
- 秀男 - 大相撲の元呼出
- 鈴木正男 - 立教大学名誉教授
- 原秀三郎 - 歴史学者、静岡大学名誉教授
- 森和夫 - 東洋水産創設者、同社社長・会長
- 御法川修 - 映画監督
- 楠山俊介 - 元歯科医師、元下田市長、下田市議会議員
- 福井祐輔 - 元防衛大学校教授、元下田市長
- 山田幸美 - フリーアナウンサー
- 車谷弘 - 文藝春秋編集長・俳人
- 浦岡敬一 - 映画編集技師